# Danny Vozzo
Daniel ("Danny") Vozzo es un historietista estadounidense, conocido por su labor como colorista para diversos títulos de la línea Vertigo, publicada por DC Comics, durante los años 90, en particular The Sandman, de Neil Gaiman.

## Carrera
Vozzo empezó a trabajar para DC Comics en 1988, colaborando como colorista en títulos como Wonder Woman, Action Comics y Justice League International. En 1990, colaboró con Neil Gaiman y Dave McKean en el número 27 de Hellblazer.
A partir de ahí, inició una fructífera relación artística con el escritor inglés, que culminaría en su incorporación como colorista regular a The Sandman en el número 23 (1991). Esta etapa le ganaría el favor de los aficionados y le conseguiría varias nominaciones a los Premios Eisner.
Vozzo fue uno de los coloristas que marcaron el llamado "estilo Vertigo" durante los años 90 y 2000: entre sus obras realizadas para dicha línea editorial, destacan Los Invisibles y La Patrulla Condenada (ambas de Grant Morrison), Shade, el hombre cambiante (de Peter Milligan), y, ya en el siglo XXI, Fábulas, de Bill Willingham.

## Premios
- 1992 Premios Eisner - Nominado - Mejor Colorista (por Sandman y La Patrulla Condenada)
- 1994 Premios Eisner - Nominado - Mejor Colorista (por Sandman y Shade, el hombre cambiante)
- 1997 Premios Eisner - Nominado - Mejor Colorista (por Los Invisibles; The Dreaming; y The Sandman)